# Slette
En slette er et større geografisk område som består af et overvejende fladt, åbent landskab med eller uden få og mindre forhøjninger eller fordybninger. Ganske horisontale sletter findes dog sjældent, i reglen er de bølgeformede, bakkede eller skrånende. Sletter er altså en modsætning til bjergland. Sletter er som regel uden skov eller har blot mindre skovområder. Hvis forholdene ellers er til det, har sletter ofte godt med landbrug.

## Højsletter og lavsletter
Efter højden over havet skelner man mellem lavsletter og højsletter, og man sætter almindeligvis grænsen mellem dem ved 200 m over havet. Lavsletterne udgør så godt som alt lavland på jorden, mens højsletterne må dele højlandet med bjerglandskaberne.
De betydeligste lavsletter i Europa er: den østeuropæiske, den mellemeuropæiske og den ungarske, i Asien: Sibirien med Turan, Mesopotamien, Hindustan og Kinas lavland, i Amerika: Hudsonbay-landet, Mississippi-sletten, Orinoco-sletten, Amazonas-sletten og La Plata-sletten, samt i Australien: de udstrakte egne i det indre.
Af højsletter er i Europa de betydeligste: den kastilianske og den bayerske, i Asien: Lilleasien, Arabien, Eran (det iranske højland), Centralasien (Tibet ca. 4.000 m) og Dekan, i Afrika: Sahara, Sudan og Sydafrika, i Amerika: terrænet mellem klippebjergene og søalperne, Mexiko, Quitos og Bolivias højsletter.

## Dannelse
Sletter kan være opståede på flere forskellige måder, fx:
1. ved hævning af gammel havbund, således som det er tilfældet med Østeuropa. Danmark, Nordtyskland, Ungarn o. a.,
2. som flodaflejringer, fx Posletten, Rhindalen (flodsletter),
3. deltaer og marsk,
4. udfyldningssletter, fx bayerske og schweiziske højsletter udfyldte af morænedannelser, Dekan og vestlige Nordamerika udfyldte af lavadækker o. a.,
5. "peneplaner", oprindelige bjerglande, der ved isskuring eller vejrnedbrydning er omdannede til sletter.[1]

## Eksterne links
- Salmonsens Konversationsleksikon, 2. udgave, bind XXI (1926), s. 759; opslag: Slette

- Wikimedia Commons har flere filer relateret til Slette

- Se Wiktionarys definition på ordet slette